# ベトナムグランプリ
ベトナムグランプリ (英語: Vietnamese Grand Prix, ベトナム語: Giải đua Việt Nam) は、2021年に初開催される予定であったF1世界選手権レース。 レースが開催されるハノイ市街地コースは、ベトナムの首都ハノイの中心部から20分ほど離れたナムトゥリエム区にあり、コースの3分の2が公道となっている。 

## 歴史
ベトナムでのレースの計画は、元F1CEOのバーニー・エクレストンによって最初に検討されたが、当時アジアにはすでに4つのレースがあったため、最終的にこのアイデアを放棄した（後にマレーシアGPはカレンダーから外された）。また、エクレストンは韓国GPとインドGPの失敗により、ベトナムでのレースの長期的な開催が可能かどうかを疑っていることを認めた。 
このアイデアは、リバティメディアが2017年1月にCVC キャピタル・パートナーズからスポーツの商業的権利を購入した後に復活した。ベトナムGPは2018年11月に2020年からの開催契約が発表され、リバティメディアにより契約が結ばれた最初の新しいレースとなった。最初のレースは複数年契約の一環として2020年4月5日に開催される予定だったが、新型コロナウイルス感染症の世界的流行により中止となった。翌2021年から復帰する予定だったが、政治的な問題でカレンダーから外される。

## サーキット
レースが開催されるハノイ市街地コースは全長5.607 km (3.484 mi)で、ハノイの公道を使用する市街地サーキットである。 このサーキットは、ハノイ市当局と協力してヘルマン・ティルケによって設計された。公道と専用のセクションを組み合わせたのが特徴である。その後、安全上の理由から主催者によってサーキットの第3セクターにコーナーが追加され、合計23ターンとなった。

## 正式名称
- 2020年: VinFast Vietnam Grand Prix[9]